# عملية العاشر من رمضان
عملية العاشر من رمضان عملية هامة في تاريخ الصراع الصهيوني الفلسطيني، جزء من الحرب على غزة 2014 (معركة العصف المأكول)، قامت بها كتائب الشهيد عز الدين القسام الجناح العسكري لحركة حماس
في 10 رمضان1435 هـ قامت بعملية تاريخية حيث دكت كتائب القسام ولأول مرة في تاريخ الصراع مع الاحتلال الصهيوني أهم المدن الإسرائيلية وهي حيفا والخضيرة وتل أبيب، وضرب العمق الإسرائيلي حتى طالت ضرباتها تقريباً كل إسرائيل. في 2014.
وقد أهدت كتائب القسام على لسان الناطق باسمها أبو عبيدة هذه العملية لجيش مصر الذي قام بحرب العاشر من رمضان (حرب أكتوبر) .